# Historie vegetariánství

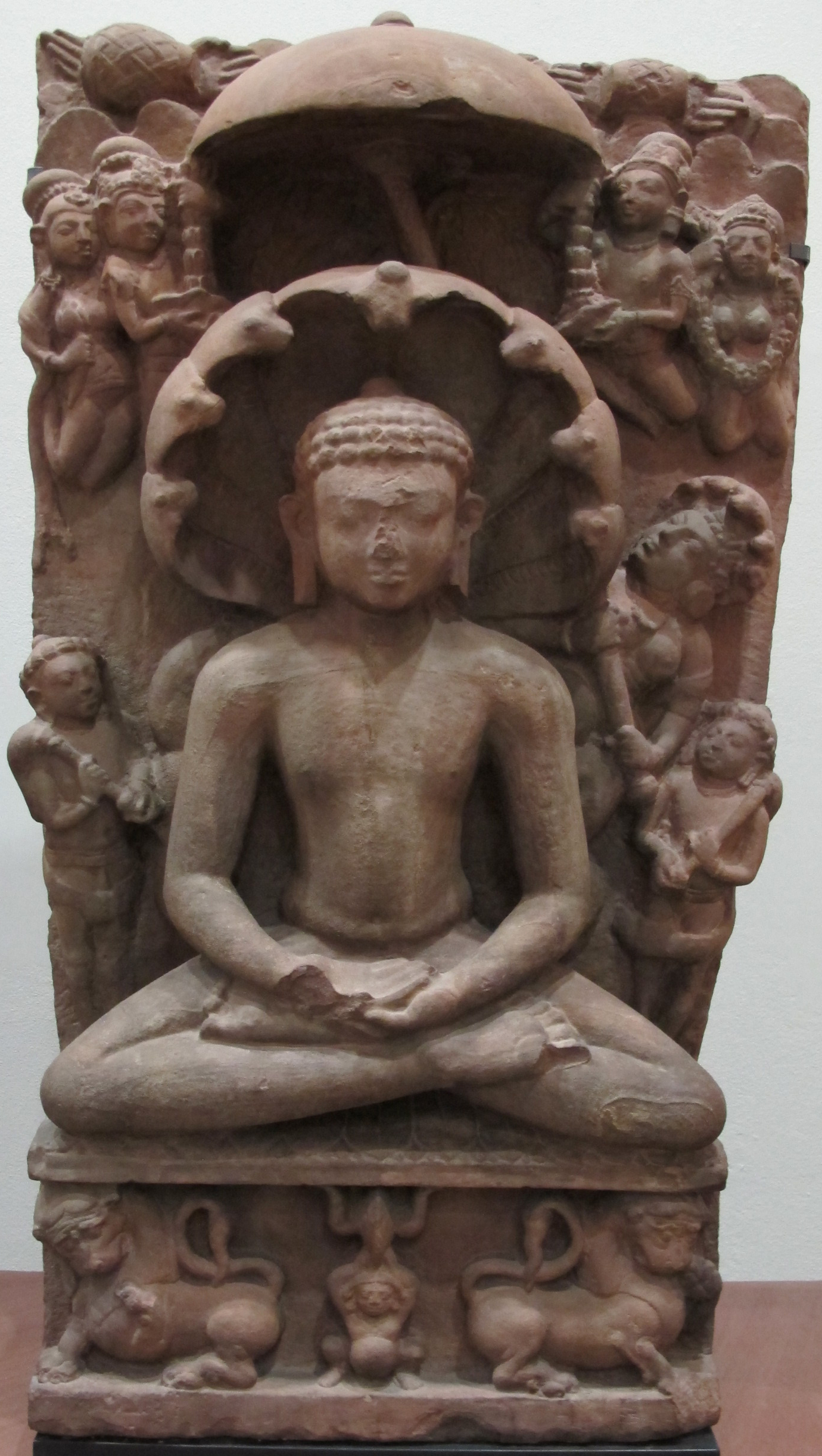
Parshwanatha založil džinistické vegetariánství v 8. století před naším letopočtem, jako nejpřísnější a nejkomplexnější formou vegetariánství.

Vegetariánství má své kořeny v civilizacích starověké Indie a Starověkého Řecka. Vegetariánství je teorie a praxe dobrovolné nekonzumace masa jakéhokoli zvířete (včetně mořských živočichů), s nebo bez vyloučením dalších živočišných derivátů (jako jsou mléčné výrobky nebo vejce). Nejstarší záznamy o vegetariánství jako pojmu a praxi značného počtu lidí jsou ze starověké Indie a starověké řecké civilizace v jižní Itálii a v Řecku. V obou případech byla strava úzce spojena s myšlenkou nenásilí vůči zvířatům (tzv. Ahimsa v Indii) a byla propagována náboženskými skupinami a filozofy.
Po pokřesťanštění římské říše v pozdním Starověku (4.–6. století) z Evropy vegetariánství téměř vymizelo. Několik církevních řádů ve středověké Evropě omezovalo nebo zakazovalo pojídání masa z asketických důvodů, ale žádný z nich nevyloučil jedení ryb; tito mniši nebyli vegetariáni, ale někteří byli pescetariáni. Během renesance vegetariánství v Evropě někde trochu vzkvétalo a stalo se rozšířenou praxí v 19. a 20. století. Údaje o procentu vegetariánů v Západním světě se k září 2006 dle údajů společnosti Mintel pohybují v rozmezí 0,5 % až 4 %.[zdroj?]

## Starověk

### Indický subkontinent

#### Raný džinismus a buddhismus
| Vegetariánství ve staré Indii Indie je zvláštní země. Lidé nezabíjejí žádné živé bytosti, nedrží si prasata a slepice a neprodávají živý dobytek. |
| Fa-sien, čínský poutník v Indii, 4. až 5. století n. l.                                                                                           |

Džinistické a buddhistické zdroje ukazují, že princip nenásilí vůči zvířatům byl zavedeným pravidlem v obou náboženstvích již v 6. století př. n. l. Koncept džinismu, který je obzvláště přísný, je možná i mnohem starší. Paršvá, raný džinistický vůdce (Tirthankara), kterého moderní západní historici považují za historickou osobnost, žil v 8. nebo 7. století př. n. l. Říká se, že kázal nenásilí ne méně radikálně, než tomu bylo v džinistické komunitě v době Mahávíry (6. století př. n. l.). Mezi 4. a 1. stoletím př. n. l. starověký indický filozof Valluvar, o němž moderní věda předpokládá, že byl původně džinista, napsal ve své práci Tirukkural exkluzivní kapitolu o veganství nebo vegetariánství a jednoznačně zdůrazňoval neživočišnou stravu (kapitola 26), neubližování (kapitola 32) a nezabíjení (kapitola 33).
Ne každý, kdo se odmítl podílet na jakémkoli zabití nebo poranění zvířat, se rovněž zdržel konzumace masa. Z tohoto důvodu je sporná otázka buddhistického vegetariánství v raných fázích vývoje tohoto náboženství. Existují dva myšlenkové směry. První říká, že Buddha a jeho následovníci jedli maso, které jim nabídli hostitelé nebo almužníci, pokud neměli důvod domnívat se, že zvíře bylo poraženo konkrétně kvůli nim. Druhý říká, že Buddha a jeho společenství mnichů (sangha) byli přísní vegetariáni a zvyk přijmout almužnu masa byl tolerován až později, při poklesu kázně.
První názor je podpořen několika pasážemi z Pálijského kánonu (Tipitaky), opačný některými texty Mahájány. Všechny tyto zdroje byly napsány několik století po smrti Buddhy. Mohou odrážet konfliktní pozice různých křídel nebo proudů uvnitř rané buddhistické komunity. Podle Vinaja Pitaka první schizma nastalo ještě za života Buddhy: skupina mnichů vedená Devadattem opustila komunitu, protože chtěla přísnější pravidla, včetně bezpodmínečného zákazu konzumace masa.
Mahaparinibbana Sutta, která vypráví o konci Buddhova života, uvádí, že zemřel poté, co snědl sukara-maddava, termín přeložený některými jako vepřové, jinými jako houby (nebo neznámá zelenina).
Buddhistický císař Ašóka (304–232 př. n. l.) byl vegetariánem a rozhodným propagátorem nenásilí vůči zvířatům. Vyhlásil podrobné zákony zaměřené na ochranu mnoha živočišných druhů, zrušil zvířecí oběti na svém dvoře a napomínal obyvatelstvo, aby se vyhnulo všem druhům zbytečných zabíjení a poranění. Ašoka prosazoval ochranu fauny ve svých ediktech:
| „                                           | Bohům milý král Prijadaršin takto praví: když jsem byl pomazán 26 let, zakázal jsem zabíjet tyto druhy zvířat, (totiž): papoušky, špačky, aruna (červený pták), čakraváky, labutě, namdimukly, geláty (druhy vodních ptáků), netopýry, vodní mravence, želvy, bezkosté ryby, védavéjaky, gangapuputaky, samkudžamuchy (?), želvy a dikobrazy, veverky, (velikého) jelena, volně pobíhající býky, havěť v domácnosti (tj. kočky, myši, iguany atd.), nosorožce, šedé holuby, vesnické holuby a všechny čtyřnožce, kteří nejsou k užitku ani k jídlu. Kozy, ovce ani prasnice březí nebo krmící mladé nesmějí být zabíjeny ani jejich mladé do 6 měsíců. Z kohoutů se nesmějí dělat kapouni. Nebudou páleny slupky (řezanka) s živými tvory. Lesy nebudou vypalovány ani bezdůvodně, ani kvůli mýcení, živý tvor se nemá živit jiným živým tvorem. | “ |
| — Ašókovy edikty, pátý pilíř; český překlad | |   |

Theravadští buddhisté dodržovali regulace Pálíjského kánonu, které jim umožnily jíst maso, pokud zvíře nebylo poraženo speciálně pro ně. V Mahájánské škole některé svaté texty obhajovaly vegetariánství; obzvláště nekompromisní byla slavná Lankavatarská sútra napsaná ve čtvrtém nebo pátém století n. l.

#### Hinduismus
V dávném védském období (mezi 1500 a 500 př. n. l.) zákony sice umožňovaly konzumaci některých druhů masa, ale bylo podporováno vegetariánství. Právnická kniha Zákoník Manuův říká: "Nejedná se o hřích, když se jí maso... ale abstence přináší velké odměny." Podle véd nebylo jídlo jen prostředkem výživy, ale výběr stravy určoval společenské postavení osoby. Potraviny se rovnaly bohatství, protože člověk, který měl nekonečný přístup k jídlu, byl úspěšným člověkem. Konzumace jídla byla také považována za akt dominance nebo ovládnutí moci nad jídlem.
Praxe vegetariánství měla vztah k náboženství. Neexistuje však přesvědčivý důkaz, že existovalo před předpokládanou árijskou migrací. Náboženství, které existovalo před příchodem Árjů, byl totemismus, „víra, v níž klan nebo kmen věží, že je příbuzností sjednocen s nějakým zvířetem nebo rostlinou, ze které jeho členové pocházejí… Příbuzenství s určitým zvířetem znamená, že se nikdy nejí, s výjimkou zvláštních příležitostí, jako jsou obětní rituály.“ „Totemismus je založen na úctě k životní smlouvě mezi všemi živými organizmy.“ Nejstarší indoáríjský text, Rgvéda, popisuje známky konceptu, že lidé jsou v jednotě s přírodou a taky popisuje převtělování duší. Tyto postoje vycházejí z totemismu. Začlenění prvků totemismu do árijského náboženství vedlo k tomu, že vegetariánství se stalo jeho prominentním rysem.
Na rozdíl od populární hinduistické víry Árjové jedli maso. Neměli žádné potíže s hovězím ani s jiným masem. Brzy byl snížen počet druhů masa, které byly dovoleny konzumovat, kvůli árijské koncepci „nečistého masa“. Obětování masa bylo také praxí, která uklidňovala bohy a zlepšila zemědělství. Obětí masa začalo ubývat, když se rozšířily války, sucha a hladomory (okolo 600 př. n. l.). Vzhledem k růstu populace bylo zapotřebí více půdy pro zemědělství a brzy se objevily komunity s administrativou a obchodem. Byl to doba otázek, kdy mystici a učitelé nazývaní šramanové iniciovali debaty o významu kráv. Se zvířaty, která jim přinášela praktické výhody, jako byl právě hovězí dobytek, lidé spojovali velké množství bohů a bohyň. Kráva byla velkou ekonomickou a zemědělskou výhodou, takže její zabití pro jídlo bylo nepraktické. V nově vznikající hinduistické teologii bylo zabití krávy považováno za hřích.
Shankar Narayan naznačuje, že původ vegetariánství v Indii se vyvinul z myšlenky, že je třeba obnovit rovnováhu. Tvrdí: „Spolu s postupem civilizace rostla krutost a ti, kteří byli bezmocní a umlčení jak mezi lidmi, tak i mezi dalšími živočichy, byli stále více vykořisťováni a zabíjeni kvůli uspokojování lidských potřeb a lidské chtivosti, čímž se narušovala přírodní rovnováha. Ale naštěstí čas od času bylo mnoho vážných pokusů vrátit lidstvo ke zdravému rozumu a obnovit rovnováhu.“ Také říká, že myšlenka života v souladu s přírodou se stala ústřední pro vládce a krále.
Vegetariánství bylo a stále je povinné pro jogíny, a to jak pro praktiky hatha jógy, tak pro učedníky višnuistických škol bhakti jógy (zejména gaudíjského vaišnavismu). Bhakta (oddaný) nabízí veškeré své jídlo Višnovi nebo Kršnovi jako prasádu (oběť) před tím, než ho začne jíst. Pouze vegetariánská jídla mohou být přijata jako prasáda. Podle jogínské myšlenky sattvická (čistá) strava uklidňuje a očisťuje mysl, „dovoluje ji fungovat na maximální potenciál“ a udržuje tělo zdravé. Sattvické potraviny se skládají z „obilovin, čerstvého ovoce, zeleniny, luštěnin, ořechů, naklíčených semen, celých zrn a mléka pocházejícího od krávy, která má přirozený porod, život a smrt včetně přírodních potravin, po uspokojení potřeby mléka pro její tele“.

### Středomoří

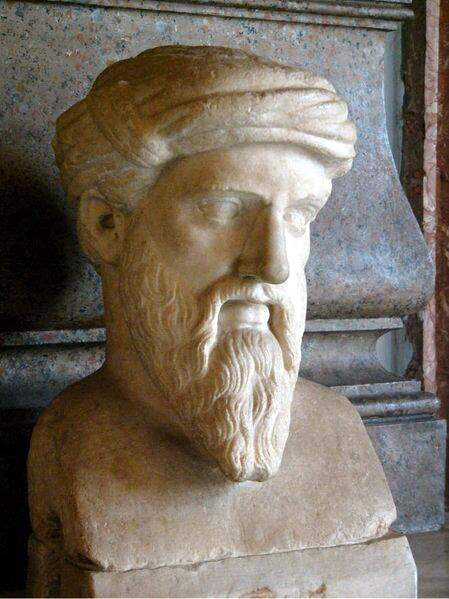
Řecký náboženský učitel Pythagoras (570 př. n. l. – 495 př. n. l.) údajně obhajoval vegetariánství, ale je více pravděpodobné, že svým následovníkům pouze zakázal konzumovat určité druhy masa. Pozdní pythagorejci praktikovali různé formy vegetariánství.

#### Judaismus
Jen malý počet židovských učenců v celé historii judaismu argumentoval, že Tóra poskytuje biblický základ pro vegetariánství nyní nebo ve Věku Mesiáše. Někteří spisovatelé tvrdí, že židovský prorok Izajáš byl vegetarián. Řada starověkých židovských sekt, včetně raných karaitských sekt, pokládala pojídání masa za zakázané, přinejmenším po dobu exilu Izraele, a středověcí učenci jako Josef Albo a Isaak Arama považovali vegetariánství za morální ideál, a to z obavy o morální charakter jatečníka.

#### Řecko
V Řecku v době klasické antiky byla vegetariánská strava nazývána abstinencí od bytostí s duší (řecky ἀποχὴ ἐμψύχων). Jako zásadní nebo záměrný způsob života byl vždy omezen na poměrně malý počet praktikujících, kteří patřili ke specifickým filozofickým školám nebo k určitým náboženským skupinám.
Nejranější odkazy na vegetariánskou stravu se objevují u Homéra (Odysseia 9, 82–104) a u Hérodota (4, 177), kteří se zmiňují o Lotofazích (pojídačích plodů lotosu), domorodém obyvatelstvu na severoafrickém pobřeží; podle Hérodota se živili výhradně plody keřů (nebo stromků) lotosu. Diodóros Sicilský (3, 23–24) přináší příběhy vegetariánských národů nebo kmenů v Etiopii a ve starověkých pramenech jsou vyprávěny a diskutovány i další takové příběhy.

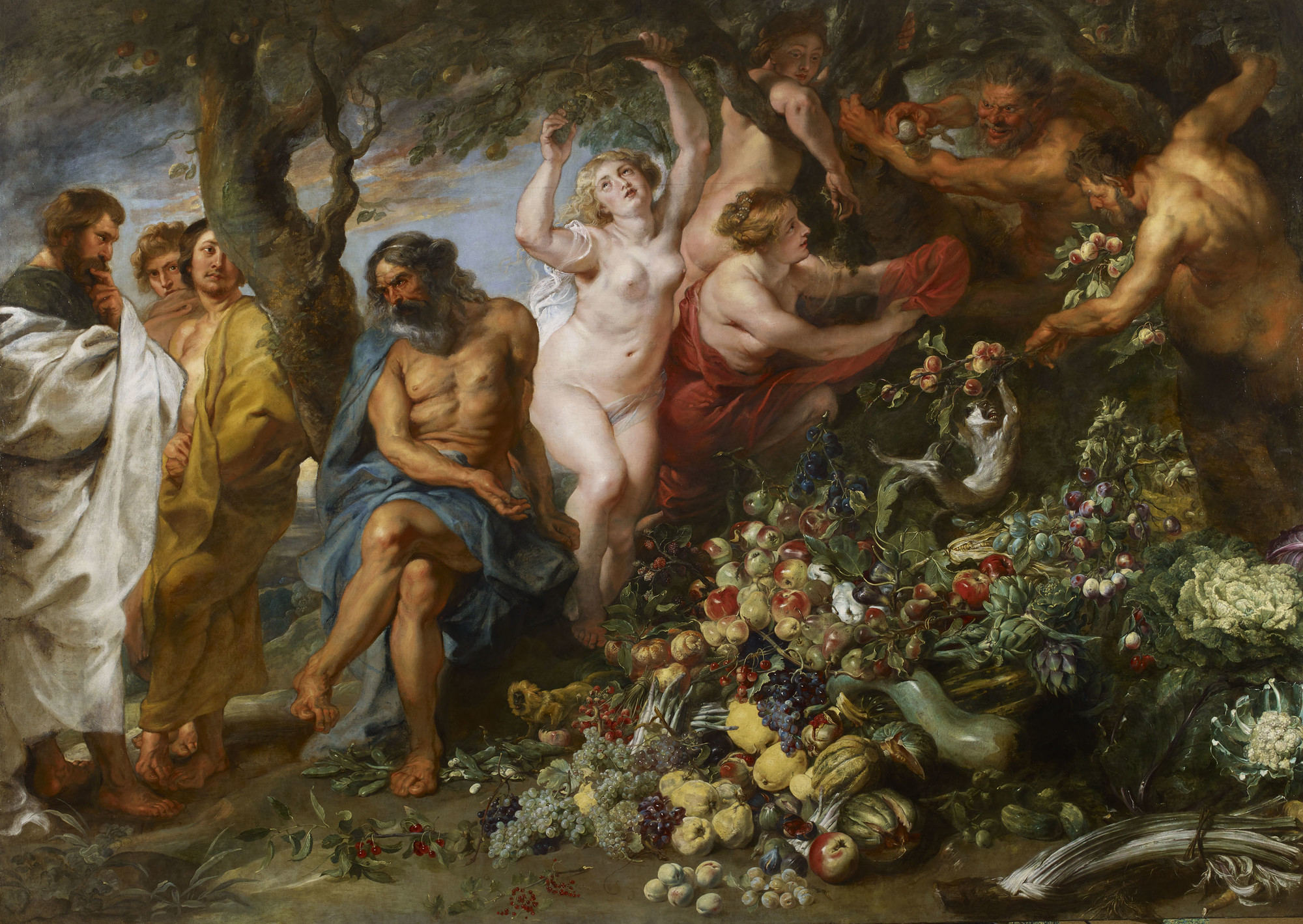
Pythagoras obhajující vegetariánství (1618–1630) od Petra Paula Rubense byl inspirován Pythagorovým projevem obhajujícím vegetariánství v Ovidiových Proměnách.

Nejstarší spolehlivý důkaz vegetariánské teorie a praxe v Řecku pochází ze 6. století před naším letopočtem. Orfismus, náboženské hnutí, které se tehdy v Řecku rozšířilo, mohlo praktikovat vegetariánství. Není jasné, zda řecký náboženský učitel Pythagoras skutečně obhajoval vegetariánství, je pravděpodobné, že pouze zakázal určité druhy masa. Pozdější autoři uváděli Pythagora jako toho, kdo zcela zakázal maso. Eudoxos z Knidu, student Archytase a Platóna, píše, že „Pythagoras se vyznačoval takovou čistotou a vyhýbal se zabíjení a zabijákům, že se nejen zdržel zvířecích produktů, ale dokonce si udržoval odstup od kuchařů a lovců“.
Pythagorovi stoupenci (zvaní pythagorejci) ne vždy praktikovali přísné vegetariánství, ale přinejmenším jejich vlivné kruhy ano. Pro veřejnost bylo zdržování se masa charakteristickým znakem tzv. „pythagorského způsobu života“. Orfisté i přísní pythagorejci se také vyhýbali vajíčkům a vyhýbali se rituálním nabídkám masa bohům, které byly podstatnou součástí tradiční náboženské oběti. V 5. století př. n. l. se filozof Empedoklés sám označil za radikálního obhájce vegetariánství a respektu ke zvířatům obecně. Fiktivní portrét Pythagora se objevuje v knize XV Ovidových Proměn, v níž obhajuje formu přísného vegetariánství. Pythagoras byl v anglojazyčném prostředí známý především prostřednictvím tohoto portrétu, proto v raně moderním období než se začal používat termín „vegetariánství“, byli vegetariáni v angličtině nazýváni „pythagorejci“.
Hojně se diskutovala otázka, zda existují nějaké etické povinnosti vůči zvířatům, a diskuzní argumenty byly docela podobné těm, které jsou známé v moderních debatách o právech zvířat. Vegetariánství bylo obvykle součástí náboženského přesvědčení spojeného s pojmem reinkarnace duše (metempsychósis). Mezi vegetariány i nevegetariány byla široce rozšířená populární víra, že ve Zlatém věku, na počátku lidstva, bylo lidstvo přísně nenásilné. V tomto utopickém stavu světa byly lov, chov hospodářských zvířat a pojídání masa, stejně jako zemědělství, neznámé a zbytečné, protože země spontánně vyprodukovala veškeré potraviny, které obyvatelé potřebovali. Tento mýtus zaznamenává Hésiodos (Práce a dni 109 a násl.), Platón (Politikos 271–2), slavný římský básník Ovidius (Proměny 1, 89) a další. Ovidius také ocenil pythagorejský ideál univerzálního nenásilí (Proměny 15,72 a násl.).
Téměř všichni stoici byli důrazně proti vegetariánství (s prominentní výjimkou Seneky). Trvali na absenci rozumu u zvířat, což je vedlo k závěru, že v jednání se světem iracionálních zvířat lidé nemusí mít žádné etické závazky nebo omezení. Co se týče stoupenců kynické školy, jejich extrémně skromný způsob života znamenal prakticky bezmasou stravu, ale vegetariánství neměli za svou zásadu.
V Platonské Akademii učenci (vedoucí školy) Xenokratés a (pravděpodobně) Polemon snažně obhajovali vegetariánství. V peripatetické škole jej podpořil Theofrastos, přímý nástupce Aristotela. Někteří z prominentních platoniků a neoplatoniků ve době Římské říše žili na vegetariánské stravě. Patřil mezi ně Apollónios z Tyany, Plótínos a Porfyrios. Porfyrios napsal pojednání O abstinenci od bytostí s duší, nejpropracovanější nám známý starověký provegetariánský text.
Mezi manicheisty, významným náboženským hnutím založeným ve třetím století n. l., existovala elitní skupina zvaná electi (zvolení), která byla z etických důvodů lakto-vegetariáni a dodržovala přikázání, které přísně zakazovalo zabíjení. Obyčejní Manicheisté zvaní auditores (posluchači) se řídili volnějšími pravidly nenásilí.

### Východní a jihovýchodní Asie

#### Čína
Náboženství čínského buddhismu a taoismu vyžadují, aby mniši a jeptišky jedli vegetariánskou stravu bez vajec a bez cibule. Poněvadž kláštery byly obvykle soběstačné, v praxi to znamenalo, že jedli veganskou dietu. Mnoho náboženských řádů také zabraňuje poškození rostlinného života vyloučením kořenové zeleniny ze stravy. Toto není jen vnímáno jako asketická praxe, ale součástí čínské spirituality je obecná víra, že zvířata mají nesmrtelnou duši a že pro člověka je nejzdravější strava založená na zrninách.
V čínských lidových náboženstvích, stejně jako výše zmíněných náboženstvích, lidi často jedli veganskou stravu v 1. a v 15. den v měsíci, stejně jako předvečer čínského nového roku. Dělají to i někteří nevěřící lidé. Je to podobné křesťanské praxi postní doby a nejedení masa v pátek. Procento lidí, kteří jsou trvale čistí vegetariáni, je asi stejné jako v moderním západním světě, ale toto procento se již velmi dlouho nezměnilo. Mnoho lidí jedí vegansky po určitou dobu, aby vykompenzovali vinu, že zhřešili.
Potraviny jako je seitan, sojový chřest (fu-ču), náhražky masa z mořských řas, škrob z kořenové zeleniny a tofu pocházející z Číny se staly populární, protože mnoho lidí pravidelně nejí maso. V Číně je možné najít bezmasé vegetariánské náhražky za položky od mořských plodů až po šunku. Také thajské (เจ) a vietnamské (chay) termíny pro vegetariánství pocházejí z čínského termínu pro postní stravu.

#### Japonsko
V roce 675 bylo v Japonsku za císaře Temmua kvůli vlivu buddhismu zakázáno využívání hospodářských zvířat a jedení masa některých volně žijících zvířat (koňů, dobytka, psů, opic, ptáků). Následně v roce 737 v období Nara císař Šómu schválil jedení ryb a měkkýšů. Během dvanácti set let od období až po reformy Meidži v druhé polovině 19. století se Japonci stravovali jako vegetariáni. Obvykle jedli rýži jako základní potravu a fazole a zeleninu. Pouze při zvláštních příležitostech nebo oslavách se podávala ryba. Během tohoto období Japonci (zejména buddhističtí mniši) vyvinuli vegetariánskou kuchyni nazvanou šódžin-rjóri, která pocházela z Japonska. Rjóri znamená vaření nebo kuchyni, zatímco šódžin je japonský překlad slova virja ze sanskrtu, což znamená „konat dobré a zdržovat se zlého“.
Během reforem Meidži a otevření se Japonska západnímu vlivu zrušil císař Meidži zákaz jedení červeného masa.

### Pravoslavné křesťanství
V řecko-ortodoxním křesťanství (Řecko, Kypr, Rusko, Srbsko a další pravoslavné země) jeho přívrženci jedí stravu zcela bez živočišných produktů v období půstu (s výjimkou medu); a bez všech druhů olejů a alkoholu během přísného půstu. Etiopská pravoslavná církev předkládá řadu půstů (tsom, Ge'ez: ጾም ṣōm, vylučující všechny druhy živočišných produktů, včetně mléčných výrobků a vajec), včetně střed, pátků a celé postní doby, takže etiopská kuchyně obsahuje mnoho pokrmů, které jsou veganské.

### Křesťanská antika a středověk
Hlavní představitelé prvních křesťanů v apoštolské době (Jakub, Petr a Jan) se obávali, že jedení jídla obětovaného idolům může mít za následek rituální znečištění. Jediné jídlo obětované idolům bylo maso.[zdroj?] Apoštol Pavel důrazně odmítl tento názor, který vedl k rozdělení rané církve (Římanům 14: 2–21, srov. 1 Korintským 8: 8–9, Koloským 2: 20–22).
Mnoho prvních křesťanů bylo vegetariánů, jako například Kléméns Alexandrijský, Órigenés, Jan Zlatoústý, Basileios Veliký a další. Některé rané církevní spisy naznačují, že Matouš, Petr a Jakub byli vegetariáni. [zdroj?] Historik Eusebios z Kaisareie ve 4. století píše, že apoštol „Matouš se jedl trochu semen, ořechů a zeleniny, bez masa“. Filozof Porfyrios napsal celou knihu s názvem Abstinence od živočišného jídla, v níž sesbíral většinu klasických myšlenek na toto téma. [zdroj?]
V pozdním antice a ve středověku se mnozí mniši a poustevníci v souvislosti se svou askezí vzdali pojídání masa. Nejvýznamnější z nich byl svatý Jeroným († 419), který byl jejich vzorem. Řehole svatého Benedikta (6. století) umožnila benediktinům jíst ryby a drůbež, ale zakázala konzumaci masa čtyřnožců, pokud benediktini nebyli nemocní. Mnoho pravidel dalších náboženských řádů obsahovalo podobná omezení stravování, z nichž některé dokonce zahrnovaly drůbež, ale nikdy nebyly zakázány ryby, protože sám Ježíš je jedl (Lukáš 24: 42–43). Zájmem těchto mnichů a jeptišek byla střídmost, dobrovolné odříkání a sebeponížení. William z Malmesbury píše, že biskup Wulfstan z Worcesteru († 1095) se rozhodl dodržovat přísnou vegetariánskou stravu jednoduše proto, že zjistil, že je obtížné vydržet pach smažené husy. O francouzské světici svaté Jenovéfě se tvrdí, že dodržovala vegetariánskou stravu – ale jako akt fyzického odříkání spíše než z obavy o zvířata. Středověcí poustevníci, přinejmenším ti, kteří jsou líčeni v literatuře, možná byli vegetariáni z podobných důvodů, jak je naznačeno v pasáži rytířského románu Artušova smrt Thomase Maloryho: „Potom Gawain a Ector odešli tak těžce (smutně) jak jen mohli kvůli jejich neštěstí, a tak jezdili, dokud nepřijeli na drsnou horu, a tam si svázali koně a šli pěšky na poustevnu. A když přišli, viděli chudý dům a vedle kaple malý příbytek, kde poustevník Nacien nasbíral rostliny, jako ten, již dlouho neokusil žádné maso“.
Filosof John Passmore tvrdí, že v antickém a středověkém křesťanství nebo ve východním křesťanství neexistuje žádný zachovaný psaný důkaz pro eticky motivované vegetariánství. Byly tu případy soucitu se zvířaty, ale žádná výslovná námitka proti samotnému zabíjení. Nejvlivnější teologové, sv. Augustin a sv. Tomáš Akvinský, zdůrazňovali, že člověk nemá vůči zvířatům žádné povinnosti. Ačkoli sv. František z Assisi popsal živočišné bytosti mystickým jazykem, moderní zdroje netvrdí, že by provozoval nebo obhajoval vegetariánství.
Mnozí starověcí heretici, jako byl Tacián Syrský, ebionité a eustathiové kteří následovali Eustathia z Antiochie, mnicha ze čtvrtého století, považovali zdržení se jedení masa za podstatnou část své askeze. Středověcí paulikiánští adopcionisté, například bogomilové („přátelé boha“) z oblasti Thrákie v Bulharsku a kataři také opovrhovali konzumací masa.

## Raně moderní období

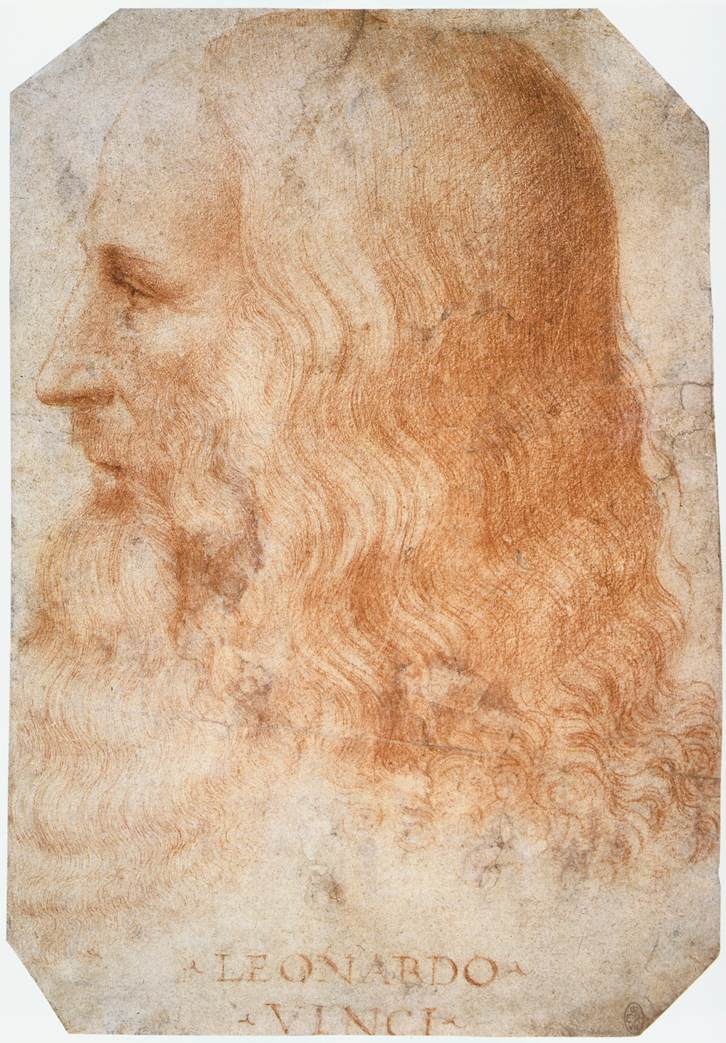
Leonardo da Vinci (1452–1519) byl mezi prvními celebritami z období evropské renesance, kteří podporovali vegetariánství

Před evropskou renesancí neexistovalo v Evropě vegetariánství jako filozofický koncept založený na etické motivaci. Mezi prvními osobnostmi, které jej podporovaly, byli Leonardo da Vinci (1452–1519) a Pierre Gassendi (1592–1655). V 17. století byl nejdůležitějším teoretikem bezmasé neboli pythagorské stravy anglický spisovatel Thomas Tryon (1634–1703) a následně romantičtí básníci. Na druhé straně vlivní filosofové jako René Descartes (1596–1650) a Immanuel Kant (1724–1804) zastávali názor, že k živočichům nemohou být žádné etické povinnosti – ačkoli Kant také poznamenal, že: „Ten, kdo je krutý vůči zvířatům, se ztvrdne také ve svém jednání s lidmi. Můžeme posoudit srdce člověka jeho zacházením se zvířaty“. Koncem 18. století v Anglii byl stále ještě rozšířen názor, že zvířata byla stvořena pouze pro člověka (antropocentrismus), ale již neměl všeobecný souhlas. Brzy úplně zmizel.
Ve Spojených státech amerických v 18. století existovaly malé skupiny křesťanských vegetariánů. Nejznámější z nich byla Ephrata Cloister v Pensylvánii, náboženská komunita založená Conradem Beisselem v roce 1732. Benjamin Franklin se stal ve věku 16 let vegetariánem, ale později se „neochotně“ vrátil ke konzumaci masa. Později, v roce 1770, uvedl tofu do Ameriky. Plukovník Thomas Crafts ml. byl vegetarián.

## 19. století

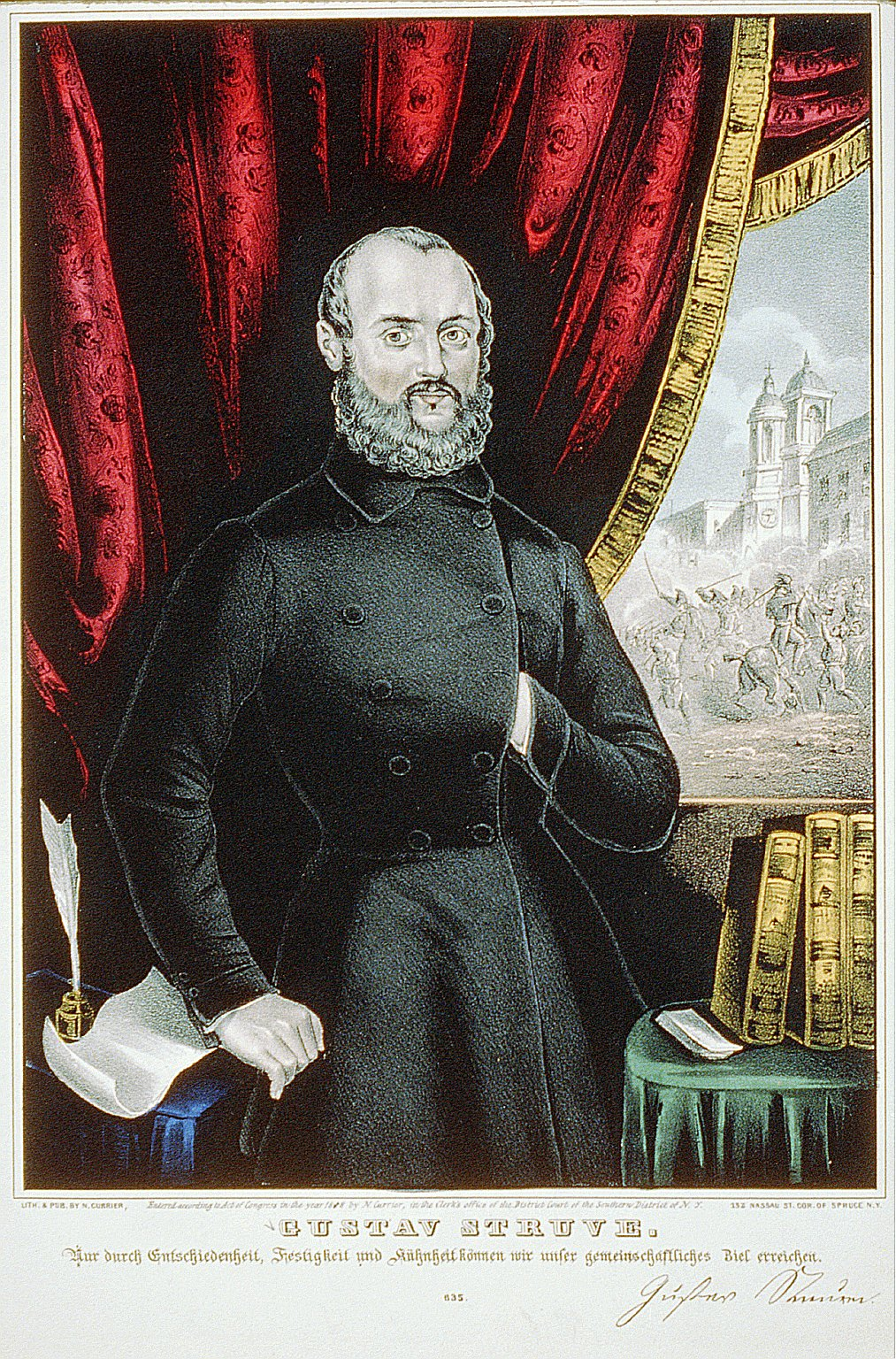
Gustav Struve, německý revolucionář a vedoucí postava v počáteční fázi německého vegetariánského hnutí.

V době osvícení a na počátku devatenáctého století byla Anglie místem, kde byly vegetariánské myšlenky více vítány než kdekoli jinde v Evropě, a angličtí vegetariáni své zásady prakticky uplatňovali obzvláště nadšeně. V Anglii bylo vegetariánství nejsilnější v severních a středních regionech, obzvláště v urbanizovaných oblastech. Vzhledem k tomu, že se vegetariánství rozšířilo po celé zemi, se jako vegetariáni začalo identifikovat více lidí z pracující třídy, ačkoli jich bylo stále málo v porovnání s počtem jedlíků masa v celé zemi. I když zavedené skupiny existovaly po celé Anglii, hnutí nedokázalo získat podporu veřejnosti a bylo přehlušeno jinými vzrušujícími boji z konce devatenáctého století.
Významným obhájcem eticky motivovaného vegetariánství na počátku 19. století byl básník Percy Bysshe Shelley (1792–1822).
V roce 1809 založil reverend William Cowherd v Anglii biblickou křesťanskou církev. Cowherd obhajoval vegetariánství jako formu umírněnosti a byl jedním z filozofických předchůdců Vegetariánské společnosti. Byla to první vegetariánská společnost moderního západního světa; vznikla v roce 1847. Společnost byla založena 140 účastníky konference v Ramsgate, během prvního roku existence se skupina rozrostla na 265 členů ve věku od 14 do 76 let. V roce 1853 měla 889 členů. Do konce století přilákala téměř 4000 členů. Angličtí vegetariáni byla malá, ale vysoce motivovaná a aktivní skupina. Mnoho z nich věřilo v dobrovolnou skromnost a „čisté“ jídlo, humanitární ideály a přísné morální zásady. Ne všichni členové Vegetariánské společnosti byli „cowherdité“, ačkoli představovali asi polovinu skupiny.
Ve viktoriánském vegetariánském hnutí hrálo významnou roli třídní rozdělení. Došlo poněkud k neporozumění, když se vyšší střední třída pokusila oslovit pracující a nižší třídy. Ačkoli masný průmysl podstatně rostl, mnozí britští dělníci měli převážně vegetariánskou stravu spíše z nutnosti, než z touhy zlepšit své zdraví a morálku. Pracující a střední třída neměly ten luxus vybrat si, co budou jíst, a věřili, že smíšená strava je cenným zdrojem energie.
V těsné vazbě s jinými hnutími sociálních reforem byly ženy zvláště viditelné jako symbolické postavy. Když se pozdní viktoriánci snažili propagovat svou věc v časopisech, byly nejčastěji zobrazenými obrazy ženští andělé nebo zdravé anglické ženy. Dvě prominentní vegetariánky byli Elizabeth Horsellová, autorka vegetariánské kuchařky a přednášející, a Jane Hurlstoneová. Hurlstonová byla aktivní v owenismu, snažila se zlepšit životní podmínky zvířat a angažovala se také v italském nacionalismu. Ačkoli ženy byly pravidelně zastíněny muži, časopis Vegetarian Advocate poznamenal, že ženy byly více ochotné pracovat na podpoře vegetariánství a dobrých životních podmínkách zvířat než muži, kteří měli tendenci o těchto záležitostech pouze hovořit. V domácím prostředí ženy podporovaly vegetariánství tím, že připravovaly vegetariánské pokrmy na veřejné večeře a organizovaly zábavy, které podporovaly tento cíl. Mimo domácí sféru viktoriánské ženy připravovaly k vydání vegetariánské časopisy, psaly články, přednášely a psaly kuchařské knihy. Z 26 vegetariánských kuchařských knih vydaných během viktoriánské doby bylo 14 napsaných ženami.
V roce 1895 založila Ženskou vegetariánskou unii Alexandrine Veigeleová, Francouzka žijící v Londýně. Organizace měla za cíl propagovat „čistší a jednodušší“ stravu a pravidelně se dostávala k dělnické třídě.
Ve viktoriánské Anglii přitahovaly morální argumenty ve vegetariánství dohromady idealisty z různých příčin. Konkrétně mnoho vegetariánských žen bylo označeno za feministky. Ve svém románu Herland (1915) Charlotte Perkins Gilmanová chtěla, aby v její utopii byla společnost vegetariánská. Margaret Fullerová také obhajovala vegetariánství ve své práci Ženy z devatenáctého století (1845). Argumentovala, že když jsou ženy osvobozeny od domácího života, pomohou přeměnit násilnou mužskou společnost a vegetariánství se stane dominantní stravou. Frances Power Cobbeová, spoluzakladatelka Britského svazu pro zrušení vivisekce, se identifikovala jako vegetariánka a byla známou obhájkyní feminismu. Mnoho jejích kolegyň v prvním vlně feministického hnutí se také označilo za vegetariány.
Ve Spojených státech kázal vegetariánství reverend William Metcalfe (1788–1862), pacifista a prominentní člen biblické křesťanské církve. On a Sylvester Graham, mentor grahamitů a vynálezce grahamových krekrů, byli mezi zakladateli Americké vegetariánské společnosti v roce 1850. Ellen G. Whiteová, jedna ze zakladatelek Církve adventistů sedmého dne, se stala obhájkyní vegetariánství a od té doby církev doporučuje stravu bez masa. Dr. John Harvey Kellogg (slavný svými kukuřičnými lupínky), Adventista sedmého dne, v rámci své teorie „biologického života“ propagoval vegetariánství v Sanatoriu Battle Creek.
V Rusku byl největším zastáncem vegetariánství Lev Nikolajevič Tolstoj (1828–1910).
V Německu byl vedoucí osobností v počáteční fázi vegetariánského hnutí známý politik, publicista a revolucionář Gustav Struve (1805–1870). Byl inspirován Rousseauovým pojednáním Emil aneb O výchově. V poslední třetině století bylo založeno mnoho vegetariánských sdružení, vedle Hnutí potravinové reformy získala zvláštní význam mezinárodní vegetariánská společnost Řád Zlatého věku. V roce 1886 emigrovali němečtí kolonisté Elisabeth Förster-Nietzsche a Bernhard Förster do paraguayského deštného pralesa a založili kolonii Nueva Germania, kde uplatnili utopické představy o vegetariánství a nadřazenosti árijské rasy, i když vegetariánský aspekt měl krátké trvání.:s.345–358
Vegetariánství bylo často spojováno s kulturními reformními hnutími, jako je abstinentské hnutí a anti-vivisekce. Bylo propagováno jako nezbytná součást „přirozeného způsobu života“. Někteří z jeho zastánců ostře kritizovali civilizaci svého věku a usilovali o zlepšení veřejného zdraví. V březnu 1880 se v novinách objevila zpráva, že v Manchesteru již několik let existovala vegetariánská restaurace a další se právě otevřela na Oxford Street v Londýně.

### České země
Nejstarší vegetariánská publikace psaná česky vyšla nejspíše v roce 1865. V roce 1884 Emanuel Mírohorský napsal knihu O vegetarismu, původně šlo o přednášku kterou měl v Americkém klubu dam. Už od 60. let 19. století se věnoval propagaci vegetariánství. Spoluzaložil spolek Český Kneipp, věnující se zdravému přírodnímu způsobu života.
V roce 1891 vyšlo české vydání knihy Sebastiana Kneippa, německého kněze a léčitele, jednoho ze zakladatelů přírodní léčby vodou, Jak žíti: rady a pokyny zdravým i nemocným, aby prostě, rozumně žili a přirozeně se léčili. Uvádí zde, že rostlinná strava je stejně hodnotná jako masová a požívání masa nemá mít přednost před rostlinnou stravou.
V roce 1898 založil zmíněný spolek Český Kneipp první českou vegetariánskou jídelnu v místech ulice Karoliny Světlé v Praze.

## 20. století
v roce 1908 byla založena Mezinárodní vegetariánská unie, sdružení národních společností. V západním světě v průběhu 20. století rostla popularita vegetariánství v důsledku výživových, etických, a později v průběhu století i ekologických a ekonomických problémů. Henry Stephens Salt (1851–1939) a George Bernard Shaw (1856–1950) byli slavní vegetariánští aktivisté.
Rok 1909 vyšla první česká vegetariánská kuchařka. Napsala ji Ludmila Barthová pod názvem První česká vegetářská kuchařka – sbírka vyzkoušených předpisů k přípravě chutných a zdravých pokrmů bez masa. Kromě návodů na vegetariánská jídla obsahuje i řadu veganských receptů. V roce 1923 se kongresu Mezinárodní vegetariánské unie ve Stockholmu poprvé zúčastnila česká delegace, čímž se české národní hnutí poprvé zapojilo do mezinárodního. V roce 1929 byl za účasti např. Emanuela Voňky a Přemysla Pittra založen Český vegetářský klub. Ve stejném roce v Kamenickém Šenově konal sedmý kongres Mezinárodní vegetariánské unie, v té době největší vegetariánská akce na světě.
Restaurace Cranks byla otevřena v Carnaby Street v Londýně v roce 1961 jako první úspěšnou vegetariánskou restaurace ve Velké Británii. Celkem v Londýně existovalo pět restaurací této značky, které skončily v roce 2001. [zdroj?]
Rostoucí dopad na západní svět měl indický koncept nenásilí. Myšlenky Mahatmy Gándhího, silného a nekompromisního obhájce nenásilí vůči zvířatům, přispěly k popularizaci vegetariánství v západních zemích. Studie duchovních a filozofických koncepcí nenásilí na Dalekém východu sloužila také Albertu Schweitzerovi pro utváření jeho principu „úcty k životu“, který je dnes běžným argumentem v diskusích o etických aspektech stravování. Sám Schweitzer začal ale praktikovat vegetariánství jen krátce před svou smrtí.
Zpěvák a skladatel Morrissey diskutoval o myšlence vegetariánství ve své písni a albu Meat is Murder. Jeho rozšířená sláva a kultovní status významně přispěla k popularitě bezmasého životního stylu a pokračuje i dnes.

## Současná situace
Dnes se odhaduje, že indičtí vegetariáni, především lakto-vegetariáni, tvoří více než 70 procent všech vegetariánů na Zemi. V Indii je jejich podíl na obyvatelstvu 20 až 42 procent, zatímco méně než 30 procent tvoří obyčejní jedlíci masa.
Průzkumy v USA zjistily, že zhruba 1–2,8 % dospělé populace nejí maso, drůbež ani ryby.
V roce 2013 se škola PS 244 v Queensu stala první veřejnou školou v New Yorku, která zavedla zcela vegetariánský jídelníček. Strava přitom splňuje požadované standardy bílkovin Ministerstva zemědělství Spojených států amerických (USDA).
V roce 2014 se město Palitana v indickém státě Gudžarát, džinistické poutní místo, stalo prvním městem na světě, které bylo právnicky vegetariánské. Zakazuje nebo činí nezákonným nákup a prodej masa, ryb a vajec, a také související zaměstnání nebo práce, jako jsou rybolov a držení „potravinářských zvířat“.
Podle průzkumu ve Velké Británii má asi 25 procent obyvatel večeře bez masa a ryb.